# Пронякин, Владимир Михайлович
Владимир Михайлович Пронякин (16 июня 1924, Мурмино, Рязанская область — 26 августа 2008) — советский военнослужащий, заслуженный лётчик-испытатель СССР, заслуженный испытатель космической техники (значок и удостоверение выданы в 2000 году, подписано президентом ФК России Г. С. Титовым), капитан, троюродный дед хабаровского журналиста Константина Пронякина.

## Профессиональная биография
В 1939—1940 годах прошёл обучение в Московском железнодорожном техникуме, затем в 1941 году закончил Московский аэроклуб Метростроя. В сентябре 1941 года вступил в ряды Вооружённых Сил СССР. С 1941-го по 1944-й годы учился в Армавирском ВАУЛ, которое в то время находилось в Фергане.
Принимал участие в боевых действиях на фронтах Великой Отечественной войны. В сентябре-декабре 1944 года воевал лётчиком 195-го истребительного авиационного полка на Карельском фронте, затем нёс боевую службу в Заполярье. После войны до мая 1950 года служил в строевых частях военно-воздушных сил Московского военного округа, затем вышел в запас.
С августа 1950 по май 1951 года работал в Тбилиси на авиазаводе № 31 лётчиком испытателем, участвовал в испытаниях серийных машин Як-17 и Як-23.
В сентябре 1951 перешёл на работу в Лётно-исследовательский институт имени М. М. Громова, где занимался лётно-испытательной деятельностью вплоть до сентября 1978 года. За эти годы провёл испытания ряда образцов серийной авиатехники и подготовил несколько пилотов-испытателей для завода. В марте 1958 года поднял в небо головные экземпляры истребителей Су-7 (авиазавода в Комсомольске-на-Амуре) и Су-9 (Новосибирского авиазавода), опробовал лыжное шасси для Су-7, занимался исследованиями отказов в полёте силовых установок пассажирских и транспортных самолётов; помимо этого выполнил значительный объём экспериментальной работы по отработке двигателей на самолёте Ту-16Л и на боевых машинах МиГ-21, Су-7, Су-9 и Су-11. В 1960—1961 годах участвовал в проверке самолёта Як-30. Через некоторое время получил должность ведущего лётчика-испытателя Лётно-исследовательского института.
С 1960 по 1962 год был пилотом-инструктором Школы лётчиков-испытателей. В рамках совместного проекта с ОКБ имени Яковлева на самолёте Як-40 успешно выполнил проверку навигационного комплекса компании «Коллинз». Принял участие в лётных испытаниях устройств дозаправки топливом в воздухе вида «штанга-конус» На истребителях МиГ-15 и МиГ-19. Проводил исследования систем управления и жизнеобеспечения космических кораблей на самолётах Ту-16ЛЛ и Ту-104ЛЛ.
После окончания лётно-испытательной работы в 1978 году приступил к выполнению обязанностей инженера-методиста и инструктора на тренажёрных комплексах в Школе лётчиков-испытателей МАП. Работал на этих должностях до 1997 года.
Проживал в городе Жуковский Московской области. Скончался 26 августа 2008 года, был погребён на Домодедовском кладбище в Москве.

## Награды
- Орден Октябрьской Революции (26 апреля 1971 года)[1][2],
- Орден Отечественной войны II степени (11 марта 1985 года)[1][2],
- медали[1][2].